# Pabu
Pabu è un comune francese di 2 914 abitanti situato nel dipartimento delle Côtes-d'Armor nella regione della Bretagna.
Il suo territorio è bagnato dal fiume Trieux.

## Società

### Evoluzione demografica
Abitanti censiti